# Paul Cazeneuve (Schauspieler)
Paul Cazeneuve, auch Paul Cazenuve, eigentlich Georges-Jean-François-Paul-Charles-Ludovic Alba (* 11. Mai 1871 in Revel, Frankreich; † 22. Juni 1925 in Los Angeles, Kalifornien) war ein kanadischer Schauspieler und Theaterleiter französischer Herkunft.
Cazeneuve soll bereits im Alter von knapp fünf Jahren in Toulouse auf der Bühne gestanden haben. Er kam mit seinem Vater, der eine Professur an der Harvard University bekommen hatte, in die USA und schloss sich dort 1889 einer französischen Schauspieltruppe an, der er zwei Jahre angehörte. Daneben nahm er Schauspielunterricht bei Tomasso und Alessandro Salvini sowie John A. Lane. In der Saison 1891/92 begleitete er Hortense Barbe-Loret (Mms Rhéa) auf ihren Tourneen und trat neben Darstellern wie Edwin Thomas Booth und Helena Modjeska auf.
Ab 1893 lebte Cazeneuve in Montreal. Mit einer eigenen Company unternahm er zwischen 1896 und 1897 Tourneen durch Kanada und die USA. 1899 trat er mit der Columbia Stock Company in Montreal und Quebec auf. 1904 engagierte ihn George Gavreau als Schauspieler und künstlerischen Leiter an sein Théâtre National Français, das er erfolgreich mit einer französischen Adaption des Faust nach der Version von Lewis Morrison eröffnete. Den späteren Filmregisseur Léo-Ernest Ouimet gewann er für das Haus als Beleuchtungsingenieur. Neben Henryk Sienkiewicz’ Quo Vadis kam auch Werke heimischer Autoren wie Louis Guyon zur Aufführung.
Nach einer Unterbrechung ab 1904 kehrte er 1906 als künstlerischer Leiter und nunmehr Miteigentümer an der Théâtre National Français zurück. Mit politischen Revuen wie Ohé! Ohé! Françoise! von Ernest Tremblay, Léon May und Gaston Dumestre brachte er das Haus erneut auf Erfolgskurs. Unter seiner Leitung lernten Schauspieler wie Elzéar Hamel, Joseph-Philéas Filion, Antoine Bailly (bekannt als Antoine Godeau) und Palmièri ihr Handwerk.
1909 verließ er das Théâtre National Français. Er versuchte sich an anderen französischsprachigen Theatern, konnte jedoch an seine Erfolge nicht mehr anknüpfen. 1919 ging er nach Hollywood, wo er in einigen Stummfilmen wie The Queen of Sheba (1921), Sechs bange Tage und The French doll (beide 1923) kleine Rollen spielte Mit Ouimet drehte er 1923 den Film Why get married?, der jedoch ein Misserfolg wurde. Pläne einer Zusammenarbeit als Drehbuchautor mit Louis Hémon wurden nicht realisiert, und schließlich zwang ihn seine schlechte Gesundheit, sich vom Film zurückzuziehen.